# En fauns eftermiddag (balett)

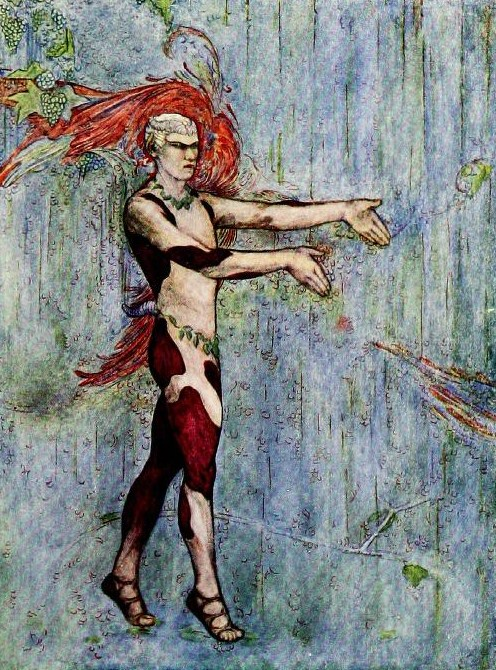
Faunen. Skiss till premiärföreställningen 1912.

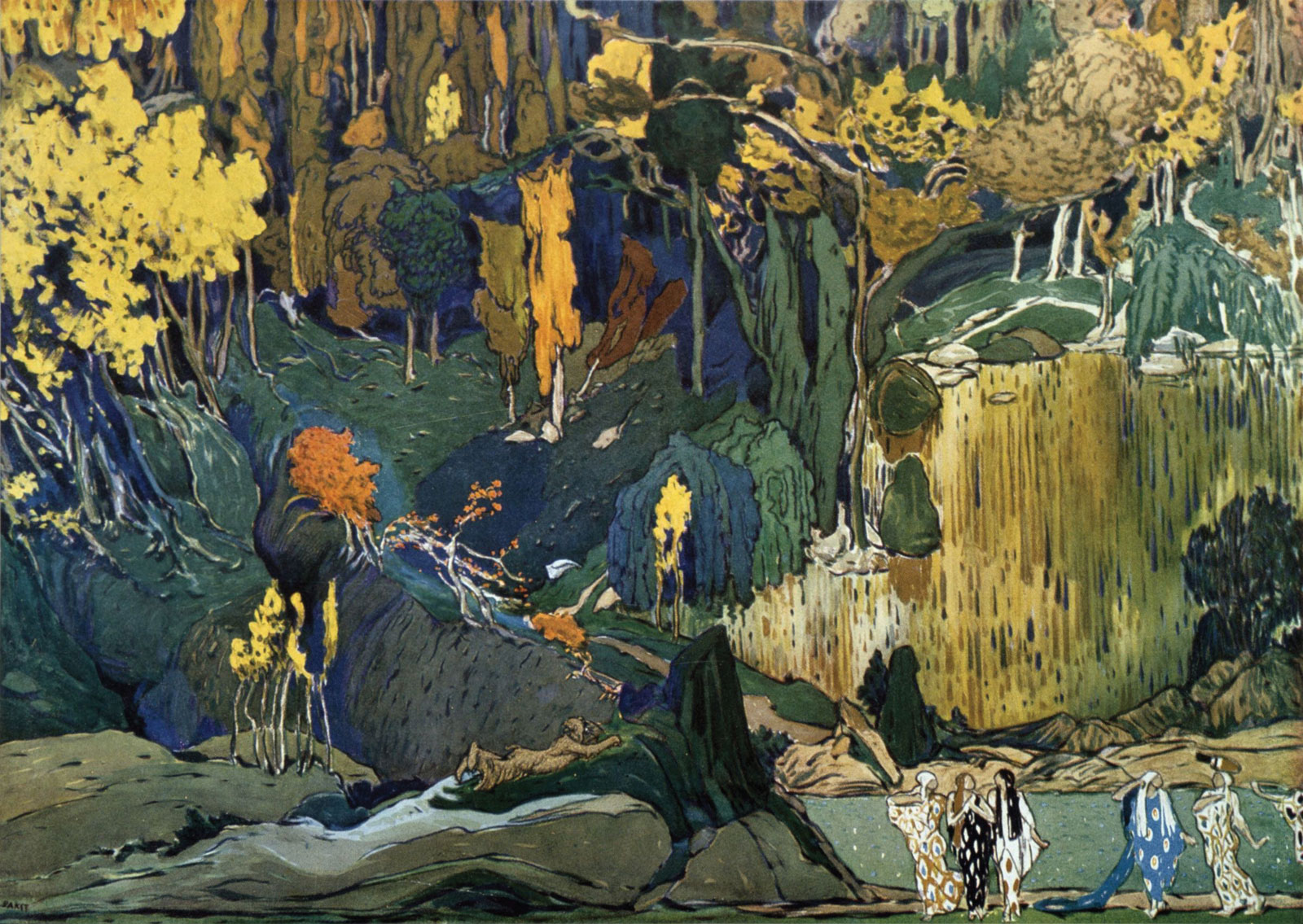
Baksts scenografi till premiärföreställningen 1912.

En fauns eftermiddag (franska: L'Après-midi d'un faune) är en balett i en akt från 1912, inspirerad av poeten Stéphane Mallarmés dikt En fauns eftermiddag (1876). Musiken är det symfoniska verket Prélude à l'après-midi d'un faune, komponerat av Claude Debussy 1894. Koreograf: Wacław Niżyński. Scenograf: Léon Bakst.

## Historia
Niżyński började 1911, uppmuntrad av Sergej Djagilev, att arbeta på sin första balett. Man repeterade det komplicerade stycket i hemlighet för att inte förnärma Michel Fokine, som var den fast anställde koreografen vid Ballets Russes. Baletten var så avancerad, att man först efter 100 repetitioner, kunde ha premiär på Théâtre du Châtelet i Paris 1912. 
Verket gav upphov till kontroverser, men det stöddes bland andra av den tongivande skulptören Auguste Rodin. Polisen kontrollerade om stycket var präglat av  "snuskig och bestialisk eroticism", vilket hade hävdats i en recension i Le Figaro.
Flera nya versioner har satts upp, såsom 1953 då Jerome Robbins producerade Afternoon of a faun för New York City Ballet. 

## Handling
En faun vilar på en klipphylla i en arkadisk glänta. In kommer flera nymfer, som betraktas av faunen. I ursprungsversion fick dansarna inta poser i profil som på grekiska friser. Koreografen ville kontrastera de avhumaniserade stela figurerna mot Debyssys böljande impressionistiska musik. 